# Мирашхани
Мирашхани (груз. მირაშხანი) — село в Грузии, на территории Аспиндзского муниципалитета края (мхаре) Самцхе-Джавахети.

## География
Село находится в южной части Грузии, на правом берегу реки Куры, на расстоянии приблизительно 25 километров (по прямой) к югу от посёлка городского типа Аспиндза, административного центра муниципалитета. Абсолютная высота — 1333 метра над уровнем моря.

## Население
По результатам официальной переписи населения 2014 года, в Мирашхани проживало 312 человек (158 мужчин и 154 женщины). В национальной структуре населения грузины составляли 99 %, греки — 0,3 %, русские — 0,3 %.
| Год  | Население, человек |
| ---- | ------------------ |
| 2002 | 274                |
| 2014 | ↗ 312              |